# Калолциокорте
Калолциоко̀рте (на италиански: Calolziocorte, на западноломбардски: Calols, Калолс) е община в Северна Италия, провинция Леко, регион Ломбардия. Разположен е на 210 m надморска височина. Населението на общината е 14 162 души (към 2014 г.).
Административен център на общината е град Калолцио (Calolzio).